# 長谷川歩
長谷川 歩（はせがわ あゆむ、1978年10月3日 - ）は、日本の男性声優。大沢事務所所属。東京都出身。

## 出演

### テレビアニメ
- ウィッチブレイド（八木）
- 灼眼のシャナII（Second）（男子生徒B）
- DARKER THAN BLACK -黒の契約者-（舎弟）
- ∀ガンダム（クルー）
- 猫のダヤン 日本へ行く（リーマちゃん）
- MAJOR 2nd､3rd､4th、5th season（大林雅彦）

### OVA
- TAMALA2010（ミケランジェロ）
- TAMALA ON PARADE（ミケランジェロ）

### 劇場アニメ
- 東のエデン 劇場版I The King of Eden（新入社員・黒服達）

### ゲーム
- シークレット オブ エヴァンゲリオン（2006年、香取コウジ）
- シークレット オブ エヴァンゲリオン ポータブル（香取コウジ）
- フェアリーフェンサー エフ
- クロス探偵物語（男性）

### CM
- ソニー 環境
  - CMOSセンサー『犬の赤ちゃん篇』（声の出演 2006年5月15日 ～ ？）
  - ブラビア『サンバ篇』（声の出演 2006年12月10日 ～　？）

### 吹き替え
- D2 マイティ・ダック

### 実写
- 奇妙な出来事（第1話『一億の夢』 1989年10月9日/フジテレビ）
- 世にも奇妙な物語　『悪魔のゲームソフト』（1990年、フジテレビ系）
- 翔ぶが如く（西郷勇袈裟役　1990年/NHK大河ドラマ）
- 清左衛門残日録（第8話『草いきれ』 1993年/NHK）

### ドラマCD
- ときめきメモリアル〜虹色の青春 forever〜（サッカー部員）